# 米兰·富卡尔
米兰·富卡尔（捷克語：Milan Fukal，1975年5月16日—），捷克男子足球运动员，司职后卫。他曾代表捷克参加1997年国际足联联合会杯和2000年欧洲足球锦标赛，其中1997年联合会杯获得季军。